# Ron Gilbert
Ron Gilbert (La Grande, 1º gennaio 1964) è un autore di videogiochi statunitense, attivo nell'ideazione e nella programmazione.

## Biografia
Nel 1984 Gilbert, mentre lavorava come disc jockey in una piccola radio dell'Oregon, propose alla Human Engineered Software un toolkit per programmatori per Commodore 64 da lui sviluppato. Il prodotto fu pubblicato come HesBASIC e Gilbert fu assunto a tempo pieno come programmatore alla HES. L'impiego durò solo sei mesi circa, ma poi grazie a una referenza di una persona della HES ottenne la successiva offerta di lavoro.
Gilbert fu assunto dalla Lucasfilm Games (riorganizzata nel 1990 in LucasArts fino alla chiusura nell'aprile del 2013), dando all'azienda un contributo enorme. Cominciò subito a lavorare su un nuovo motore grafico per avventure grafiche, genere in cui la Lucasfilm aveva esordito nel 1986 con Labyrinth: Gilbert ideò così lo SCUMM, che sarebbe stato alla base della maggior parte delle avventure grafiche che la casa californiana svilupperà negli anni successivi. Il primo videogioco ad utilizzare lo SCUMM fu Maniac Mansion (1987), diretto e disegnato da Gilbert e Gary Winnick, con la collaborazione di David Fox alla sceneggiatura e alla programmazione. La versatilità del nuovo motore spinse la Lucasfilm a sviluppare in breve tempo altri giochi dello stesso genere: Gilbert partecipa così al design, alla sceneggiatura e alla programmazione delle avventure grafiche Zak McKracken and the Alien Mindbenders (progetto diretto da David Fox) e Indiana Jones and the Last Crusade (diretto da Noah Falstein).
Il suo lavoro più noto viene però realizzato nel 1990: si tratta di The Secret of Monkey Island, primo episodio della saga di Monkey Island. L'idea per l'ambientazione caraibica venne a Gilbert sia dall'attrazione presente a Disneyland, sia dalla lettura del libro Mari stregati di Tim Powers; Gilbert è il direttore del progetto, e si occupa della sceneggiatura e del design insieme a Dave Grossman e Tim Schafer. Il gioco ebbe un tale successo che la LucasArts spinse lo stesso Gilbert a svilupparne un seguito in tempi rapidi: l'anno successivo vede così la luce Monkey Island 2: LeChuck's Revenge, realizzato ancora una volta in collaborazione con Grossman e Schafer.
Nel 1992 Gilbert abbandonò la casa per fondare la Humongous Entertainment, etichetta specializzata in giochi per bambini: per conto di essa Gilbert realizzerà diverse avventure grafiche, mai distribuite in Italia. Nel 1997 fondò anche un'altra software house, la Cavedog Entertainment, con l'obiettivo di tornare ad interessarsi a un target più maturo: il primo gioco realizzato dalla nuova casa è Total Annihilation, un videogioco strategico in tempo reale realizzato in collaborazione col designer Chirs Taylor. Il gioco avrà anche un seguito, realizzato nel 1999 e intitolato Total Annihilation: Kingdoms, ma nel 2000 la Cavedog chiuderà per fallimento. A questo punto Gilbert decise di vendere la Humongous per recuperare i fondi necessari a nuovi progetti. Di lì a breve creò una nuova compagnia, la Hulabee Entertainment, con la quale tornò a realizzare giochi per bambini. Nel 2004 apre un blog online, GrumpyGamer, per mantenere il contatto con i propri fan e per esprimere pareri e giudizi sull'industria videoludica o la società in genere.
A partire dal maggio del 2007 ha cominciato a collaborare con la HotHead Games: nello stesso anno ha fatto da consulente al primo videogioco della casa, Penny Arcade Adventures: On the Rain-Slick Precipice of Darkness, basato sul fumetto online Penny Arcade. Nel gennaio del 2008, è diventato Direttore Creativo della Hothead e ha iniziato lo sviluppo di DeathSpank, un titolo che Gilbert presenta come un incrocio tra un'avventura grafica (come Monkey Island) e un RPG (come Diablo). L'uscita del gioco è prevista per il 2010.
Nell'aprile 2010 Gilbert ha concluso DeathSpank.
Nel dicembre 2012 Ron ha rilasciato un'intervista su Eurogamer dove dichiara l'intenzione di chiedere i diritti di Monkey Island alla Disney, per produrre un suo seguito alla saga di The Secret of Monkey Island, con una storia differente da quella narrata nei capitoli successivi del franchise di cui lui non è stato autore (ovvero quelli da Monkey Island 3 in poi).
Ha poi collaborato con la Double Fine Productions di Tim Schafer che ha pubblicato nel 2013 per diversi sistemi il suo The Cave, un'avventura dinamica con enigmi logici da risolvere e molti personaggi tra cui scegliere.
Nella prima metà del 2017, Gilbert insieme a Winnick ha pubblicato Thimbleweed Park, una avventura grafica punta e clicca che segna il ritorno degli autori al sistema e alle dinamiche di gioco della fortunata serie di titoli progettati con lo SCUMM. Il gioco è stato finanziato tramite la piattaforma Kickstarter.
Nell'Aprile del 2022, sui canali social di Devolver Digital, viene pubblicato un trailer di Return to Monkey Island. Il nuovo titolo dell'apprezzata serie Monkey Island ha visto la luce nel 2022.

## Videogiochi
- Maniac Mansion (1987)
- Zak McKracken and the Alien Mindbenders (1988)
- Indiana Jones and the Last Crusade: The Graphic Adventure (1989)
- The Secret of Monkey Island (1990)
- Monkey Island 2: LeChuck's Revenge (1991)
- Total Annihilation (1997)
- Total Annihilation: Kingdoms (1999)
- Penny Arcade Adventures: On the Rain-Slick Precipice of Darkness (2007)
- DeathSpank (2010)
- Deathspank Thongs Of Virtue (2010)
- The Cave (2013)
- Scurvy Scallywags in The Voyage to Discover The Ultimate Sea Shanty: A Musical Match-3 Pirate RPG (2013)
- Thimbleweed Park (2017)
- Return to Monkey Island (2022)